# Alfonso Cabezas Aristizábal
Alfonso Cabezas Aristizábal (ur. 11 grudnia 1943 w Neiva) – kolumbijski duchowny rzymskokatolicki, w latach 1994-2001 biskup Villavicencio.

## Życiorys
Święcenia kapłańskie przyjął 24 maja 1969. 22 kwietnia 1988 został prekonizowany biskupem pomocniczym Cali ze stolicą tytularną Zama Minor. Sakrę biskupią otrzymał 4 czerwca 1988. 13 maja 1992 został mianowany koadiutorem diecezji Villavicencio, a 3 maja 1994 objął urząd ordynariusza. 16 czerwca 2001 zrezygnował z urzędu.